# 후지와라노 미치카네

후지와라노 미치자네(일본어: 藤原 道兼 ふじわら の みちかね[*])는 헤이안 시대 중기의 공경이다. 후지와라 북가, 섭정 관백 태정대신 후지와라노 카네이에의 3남이다. 관위는 정2위 관백, 우대신, 증 정1위 태정대신이다. 동복형제로는 센시, 미치나가가 있다.
아버지 카네이에의 뜻을 받아, 카잔 천황을 교사하여 출가 및 퇴위를 시켰다 (간나의 변). 이치조 천황이 즉위하자, 외할아버지 카네이에는 섭정이 되고, 미차카네도 영달하였다. 카네이에가 사망하자, 미치카네의 기대와는 달리, 맏형 미치타카가 관백이 되었다. 5년 후에 미치타카가 사망하자, 기대하던 관백이 되었지만, 불과 며칠 뒤 병사했다. 그래서 "7일 관백"으로도 불린다.

## 경력
에이간 2년 (984년) 8월, 카잔 천황이 즉위하면서, 쿠로우도 사쇼벤이 되었다. 동궁에는 동복 여동생 센시가 생모인 야스히토 친왕이 있었다. 카잔 천황은 카네이에의 사망한 형 코레타다의 딸 카이시가 생모이며, 코레타다의 아들 곤츄나곤 요시치카가 천황을 보좌하며 조정을 맡았다. 이 때문에, 카네이에는 야스히토 친왕의 조속한 즉위를 바라고 있었다. 카잔 천황은 정서적 성격으로, 총애하던 뇨고 후지와라노 시시(忯子)가 사망하자, 깊은 탄식과 고민에 빠졌다. 쿠로우도로서 근시하던 미치카네는 간케이지 (카잔지)의 엄구와 함께 부처님의 가르침을 설파하고, 출가를 권했다. 미치카네도 출가할 것을 약속하면서 천황도 그럴 마음을 먹었다.
간나 2년 (986년) 6월 23일 축시, 미치카네는 카잔 천황을 은밀히 다이리에서 벗어나게 했다. 미치카네는 천황이 도중에 걸음을 멈추지 말라고 설득하여, 야마시나의 간케이지까지 데려갔다. 천황은 엄구를 받고, 계도를 받은 다음, 출가했다. 그런데, 미치카네는 "아버지께 출가 전의 모습을 한번 보여드리고, 출가할 것을 고한 후에 반드시 이곳으로 돌아오겠습니다"고 말하고 절을 떠났다. 천황은 속았다는 것을 알았지만, 이미 늦었고, 궁중에서는 카네이에와 형 미치타카가 동궁 즉위 준비를 일찌감치 마쳤다. 다음 날 아침, 요시카네와 곤사츄벤 후지와라노 코레시게가 간케이지로 달려갔지만, 출가한 천황의 모습을 보고 절망하며, 자신들도 출가했다.
어린 야스히토 친왕이 즉위했다 (이치조 천황).  외할아버지 카네이에는 섭정을 맡았다. 카네이에의 아들들도 승진되었고, 공로자인 미치카네는 그 해 7월, 참의가 된 것을 시작으로, 10월에는 종3위 곤츄나곤에, 11월에는 정3위, 에이엔 원년 (987년)에는 종2위, 에이소 2년 (989년)에는 정2위 곤다이나곤으로 승진가도를 달렸다.
쇼랴쿠 원년 (990년), 카네이에가 병으로 사망하자, 후임 관백으로는 맏형 미치타카가 맡았다. 『오오카가미(大鏡)』에 의하면, 미치카네는 자신은 아버지에게 공이 있었으니, 당연히 관백을 이어야한다고 바랬는데, 미치타카가 후계자로 된 것을 몹시 미워하며, 아버지 상중인데도 손님을 모아, 연회를 베풀었다고 한다.
미치타카 정권 하에서, 쇼랴쿠 2년 (991년) 내대신, 쇼랴쿠 5년 (994년) 우대신으로 승진했다.
조토쿠 원년 (995년), 관백 미치타카가 중병으로 인해 병석에 누웠다. 미치타카는 후임 관백을 적남이자 내대신을 맡고 있던 코레치카에게 물려주고자 했지만, 허가받지 못하였고, 4월 10일에 사망했다. 4월 27일에 미치카네는 관백 선하를 받았다. 그런데, 얼마 지나지 않아, 미치카네는 병에 걸렸고, 5월 8일일에 35세의 나이로 사망했다. 세간에는 "7일 관백" (재임은 7일이 아니다. 일설에는 5월 2일에 슈케이 (천황에게 감사를 표하기 위해 관백으로서 첫 참내) 한지 7일째였기 때문이라고도 한다. 또한, 미치카네는 관백 재임 중에 딱 한번 진정을 개최했다)고 불려졌다. 사후 정1위 태정대신으로 추증되었다.
시모츠케국의 호족 우츠노미야씨가 미치카네의 후예를 칭하고, 『존비분맥(尊卑分脈)』이나 「우츠노미야계도(宇都宮系図)」 등에는 그렇게 기록되어 있으나, 이에 대에서는 이설도 적지 않다. 미차카네의 아들 카네타카부터 이후 공경이 된 사람은 없으며, 『오오카가미(大鏡)』에는 공가로서는 말할 자손이 없음이 기록되어 있다. 그러나, 그 때문에 후손들은 지방으로 내려가 재지의 호족이 되었다고도 할 수 있다

## 인물
『에이가모노가타리(栄花物語)』에서, 미치카네의 외모는 "혈색이 좋지 않고, 털이 많고 추했다"는 혹평을 받았다. 또한, 성격에 대해서는 『오오카가미(大鏡)』에서는 "매우 냉혹하여, 사람들로부터 두려움을 받았다"라고 기술하고 있는 것 외에, 귀찮고 심술궃으며, 장유의 순서도 분별하지 못하고, 형인 미치타카를 항상 타이르는 듯한 면이 있었다고 한다. 이처럼 인격에 어려움이 있는 인물로 평가하는 한편, 『에이가모노가타리』에서는 어른스럽고 남자다운 인물로도 평가하고 있다. 하지만, 『오오카가미』, 『에이가모노가타리』는 모두 미치카네 사후에 쓰여진 문서이며, 역사이야기로서의 각색이나 허구도 포함되어 있기 때문에, 이 기술들이 실제의 미치카네 상을 충실히 반영하고 있다고는 할 수 없다.

## 관직 이력
- 덴엔 3년 (975년) 1월 7일 : 종5위하

- 덴겐 2년 (979년) 12월 2일 : 시종에 서임

- 덴겐 3년 (980년) : 승전이 허락되다

- 덴겐 6년 (983년) 1월 27일 : 단죠노쇼스케(弾正少弼)에 전임

- 에이간 2년 (984년)
  - 1월 10일 : 쿠로우도(蔵人)에 보임
  - 8월 25일 : 종5위상에 승진
  - 8월 27일 : 카잔 천황의 쿠로우도에 보임
  - 10월 10일 : 정5위하에 승진, 쿠로우도는 여전히 맡음.
  - 10월 30일 : 사쇼벤(左少弁)에 임관

- 간나 2년 (986년)
  - 6월 23일 : 쿠로우도노토(蔵人頭)에 보임
  - 7월 5일 : 종4위하에 승진, 쿠로우도노토는 여전히 맡음
  - 7월 16일 : 우콘에노곤츄죠에 임관, 쿠로우도노토는 여전히 맡음
  - 7월 20일 : 참의에 보임. 우콘에노곤츄조는 여전히 맡음
  - 8월 13일 : 미마사카노곤카미(美作権守)를 겸임
  - 10월 15일 : 종3위에 승진, 곤츄나곤으로 전임
  - 11월 22일 : 정3위에 승진, 곤츄나곤은 여전히 맡음

- 간나 3년 (987년) 11월 11일 : 종2위에 승진. 곤츄나곤은 여전히 맡음

- 에이엔 3년, 개원 에이소 원년 (989년)
  - 2월 23일 : 곤다이나곤으로 전임
  - 3월 4일 : 황태후궁 대부를 겸임 (황태후는 후지와라노 센시)
  - 4월 5일 : 정2위에 승진. 곤다이나곤과 황태후궁 대부는 여전히 맡음

- 에이소 2년 개원 쇼랴쿠 원년 (990년) 6월 10일 : 우콘에다이쇼(右近衛大将)를 겸임

- 쇼랴쿠 2년 (991년) 9월 7일 : 내대신으로 전임. 우콘에다이쇼는 여전히 맡음

- 쇼랴쿠 5년 (994년)
  - 8월 28일 : 우대신으로 전임
  - 9월 7일 : 우콘에다이쇼는 여전히 맡음

- 쇼랴쿠 6년 개원 조토쿠 원년 (995년)
  - 4월 27일 : 관백 선하
  - 4월 28일 : 후지와라 씨장자 선하
  - 5월 8일 : 사망, 향년 35세
  - 5월 25일 : 증 정1위 태정대신

## 계보
- 아버지：후지와라노 카네이에
- 어머니：후지와라노 토키히메 (후지와라노 나카마사의 딸)
- 정실：후지와라노 토오카즈의 딸 - 훗날 후지와라노 아키미츠의 아내
  - 장남：후쿠아시기미(福足君, ? - 989)[5]
  - 차남：후지와라노 카네타카 (985 - 1053) (어머니는 후지와라노 쿠니미츠의 딸이라는 설도 있음)
  - 3남：후지와라노 카네츠나 (988 - 1058) (어머니는 후지와라노 쿠니미츠의 딸이라는 설도 있음)
  - 4남：후지와라노 카네노부
  - 차녀：니죠도노노오카타(二条殿御方)[주석 4] - 후지와라노 이시의 뇨보
- 아내：후지와라노 한시 - 후지와라노 모로스케의 딸, 훗날 타이라노 코레나카의 아내
  - 장녀：후지와라노 손시 (984 - 1022) - 이치조 천황의 뇨고, 훗날 후지와라노 미치토오의 아내
- 생모 미상의 자녀
  - 딸：텐지 (? - 1012)[7]

약도
〈후지와라 북가 미치카네류〉
```
　　　　 
미치카네

　　　　  ┣━━━━━┳━━━━━┓
　　　 
카네타카
　　
카네츠나
　　카네노부
　　　　  ┃
　　　 
카네후사

　　　　  ┃
　　　　 
소엔
 (
우츠노미야씨
)
```

## 미치카네가 등장하는 작품
- 『빛나는 너에게』 (2024년, NHK대하드라마) - 배우 타마오키 레오

### 내용주
1. ↑  오오카가미 참고, おとゞにもかはらぬ姿今一度見え、かくと案內も申して必ず參り侍らむ
2. ↑  병중인 미치카네가 관백을 맡은 배경에는, 「관백은 형제순으로라는 선례를 만들어 미치카네 다음으로 미치나가를 관백으로 하려는 황태후 센시의 관여가 있었다고 보는 시각이 있다[1].
3. ↑  후지와라노 사네스케가 사이쇼츄조(宰相中将)로 있던 미치카네의 아들 카네타카에게 「츄조(中将)・쇼죠(少将)의 수신을 축제에 배종시켜서는 안된다」는 규칙이 니조 상부 (미치카네) 때 정해졌다고 말하고 있다[2].
4. ↑  미치카네 사후에 태어났다는 표현이 있는 것으로 보아, 생년은 조토쿠 원년 (995년)무렵인 듯 하다[6].

### 참조주
1. ↑  쿠라모토 카즈히로 『一条天皇』 (요시카와 홍문관 인물 총서, 2003년) P57-58)
2. ↑  『小右記』 조와 2년 1월 26일조
3. 1 2  『栄花物語』 권 제3, 여러가지 기쁨
4. ↑  『大鏡』 제 4권, 우대신 미치카네
5. ↑  『小右記』 에이소 원년 8월 13일조
6. ↑  『栄花物語』 (권 제14, 아사미도리)
7. ↑  『御堂関白記』 간코 9년 3월 26일조